# Sylwestra
Sylwestra – imię żeńskie pochodzenia łacińskiego, żeński odpowiednik imienia Sylwester, utworzonego od przymiotnika silvestris, co oznacza „żyjący w lesie, dziki”. Istnieje dziesięciu świętych Sylwestrów, patronów tego imienia.
W Polsce imię rzadkie. W styczniu 2025 r. w rejestrze PESEL, wśród publicznie dostępnych danych dotyczących osób żyjących, wykazano 475 kobiet o imieniu Sylwestra nadanym jako imię pierwsze.
Sylwestra imieniny obchodzi:
- 2 stycznia, jako wspomnienie św. Sylwestra z Troiny,
- 15 kwietnia, jako wspomnienie św. Sylwestra, opata z Réomé,
- 10 maja, jako wspomnienie św. Sylwestra, biskupa Besançon,
- 9 czerwca, jako wspomnienie św. Sylwestra z Val di Sieve,
- 20 listopada, jako wspomnienie św. Sylwestra, biskupa z Chalon-sur-Saône,
- 26 listopada, jako wspomnienie św. Sylwestra Gozzoliniego
- 31 grudnia, jako wspomnienie papieża Sylwestra I.

## Kobiety o imieniu Sylwestra
- Sylwestra Majdrowicz – polska aktorka teatralna.